# Luque (Paraguai)
Luque (em guarani: Lúke) é uma cidade do Departamento Central, no Paraguai. Localiza-se a 15 quilômetros da capital do país, Assunção. Foi a capital do país em 1868, durante a Guerra do Paraguai, e manteve o estatuto até a transferência da capital para Assunção, no mesmo ano.
A cidade foi declarada pelo governador distrital Pedro Melo de Portugal em 1781, estabelecendo-se as suas primeiras divisões administrativas e judiciais. No entanto, a data de sua fundação é desconhecida. Abriga o Aeroporto Internacional Silvio Pettirossi, o principal aeroporto do país, e também a sede da Confederação Sul-Americana de Futebol.

## Etimologia
O nome Luque deriva de locus, uma palavra do Latim que significa "floresta dedicada à divindade". Também são encontrados registros de dois espanhóis portadores desse sobrenome que passaram pela cidade: Antón de Luque, em 1635, e Miguel de Luque, em 1743.

## História
Inicialmente, a cidade de Luque foi uma comarca de guaranis, o que pode ser observado pelos nomes das companhias (compañías) Itapuamí, Maramburé, Ycuakaranday, e os arroios Yuqyry, Avaí e Ytay. Os primeiros habitantes dedicavam-se à caça, à pesca e à agricultura. O primeiro contato com colonos espanhóis foi com Juan de Salazar, fundador de Assunção.

### Época colonial
Por volta de 1570, foram fundados três fortes, denominados "presídios": entre eles, um denominado de las Salinas, caracterizado por localizar-se nas proximidades do arroio Yukyry. Este presídio é, provavelmente, a mais remota origem de Luque. Em 1603, segundo a ata capitular de 8 de novembro de 1603, o cabildo de Assunção autorizou um gasto de reparação. Em 1635, o governador Martín de Ledesma Balderrama concedeu, ao capitão Miguel Antón de Luque, a titularidade das terras. Provavelmente, este ato governamental foi a primeira menção oficial do nome de Luque.
Contudo, a cidade de Luque nunca foi fundada formalmente; nasceu com o capitão Antón de Luque, a mesma pessoa que expulsou os árabes da cidade de Luque, na Espanha, de onde viera. Nesta época, os franciscanos construíram, na localidade, uma capela em devoção à Virgem do Rosário, que, pouco tempo depois, daria origem a uma pequena cidade.
Em 1781, foi realizada a primeira divisão administrativa da província, sob o mandato de Pedro Melo de Portugal, dividindo-a em seis vilas, com quatorze departamentos jurisdicionais, e consagrando-se, definitivamente, o nome de Luque, que se conserva na atualidade.

### A Tríplice Aliança
Na época da Guerra da Tríplice Aliança, Luque serviu como capital do Paraguai, entre 22 de fevereiro e 7 de dezembro de 1868. Durante o período colonial, as primeiras cercas foram levadas para Assunção, com o intuito de construir a Casa Forte, para a defesa da cidade, enquanto que, em Luque, permaneceu uma pequena população, além de um pequeno grupo de casas coloniais e casarões.

## Geografia
A cidade de Luque está localizada sobre uma planície que se estende desde o lago Ypacaraí até a margem esquerda do Rio Paraguai. Devido a esta localização geográfica particular, a cidade encontra-se exposta aos efeitos do clima característico das planícies, que não contam com barreiras naturais para a sua proteção.

### Clima
O clima é subtropical, com verões muito quentes e invernos frios, porém curtos. A maioria das precipitações ocorrem no verão e no outono. A umidade, como em grande parte do país, mantém-se constantemente acima dos 50%, auxiliada pela sua proximidade a fontes hídricas. Nos meses de verão, a sensação térmica pode superar os 40 graus centígrados.

### Hidrografia
Luque é servida pela bacia hidrográfica do Rio Paraguai, ao longo da cidade existem vários rios e córregos. Alguns causam inundações regulares e são motivo de preocupação para a população e a administração pública. Ao leste, limita-se com o Lago Ypacaraí, importante para o turismo nacional.

### Localização
Está situada ao leste de Assunção e limita-se com a seguintes cidades: Ao norte com Mariano Roque Alonso, Limpio e Nueva Colombia; ao sul com Fernando de la Mora e San Lorenzo; ao leste com Areguá; ao oeste com Assunção; ao sudeste com Capiatá.

## Demografia
Luque é a terceira cidade mais populosa do Paraguai, depois de Assunção e Ciudad del Este, e a mais populosa do Departamento Central. A população total é de 277.301 habitantes e a densidade demográfica é de 1.366 habitantes por km². A população de Luque vem experimentando um aumento significativo da década de 1980 até os dias atuais, fenômeno anteriormente registrado pelos europeus e atualmente pela migração de pessoas do interior do país. .
| Crescimento populacional de Luque |
| --------------------------------- |
|                                   |
| Fonte: Censo da DGEEC (2015).     |

### Pirâmide etária
| Faixa etária | Homens  | Mulheres | Total   |
| ------------ | ------- | -------- | ------- |
| 0 a 4        | 13.301  | 12.848   | 26.149  |
| 5 a 14       | 25.475  | 24.808   | 50.283  |
| 15 a 29      | 37.054  | 37.578   | 74.632  |
| 30 a 44      | 29.482  | 31.813   | 61.295  |
| 45 a 64      | 23.389  | 24.864   | 48.253  |
| 65 a 79      | 6.292   | 7.185    | 13.477  |
| 80 ou +      | 1.199   | 2.013    | 3.212   |
| Total        | 136.192 | 141.109  | 277.301 |
| %            | 49,2    | 50,8     | 100     |

### Composição étnica
Historicamente, a demografia de Luque é o resultado da miscigenação dos dois grupos étnicos que caracterizaram a população colonial paraguaia: indígenas e espanhóis. Mais tarde, esse fenômeno mudou com a chegada gradual e modesta de imigrantes italianos e alemães. Atualmente, esse processo foi substituído por migrações internas vindas do região leste do país.

## Governo

### Cidades irmãs
- Luque (Espanha)
- Villarrica (Paraguai)
- San Juan Bautista (Paraguai)
- Camboriú
- La Paz (município de Entre Ríos)

## Economia
A cidade de Luque também é chamada de cidade da música, artesanato e ouro, principalmente pelo imenso número de joalherias que trabalham no campo, produzindo jóias baseadas em prata, ouro, diamantes e filigrana. O campo da indústria é bem diversificado, com destaque a o setor automobilístico e indústria têxtil. Também se localiza em Luque os principais fornecedores de suporte na fabricação das turbinas elétricas da Usina de Itaipu. O setor terciário teve uma recuperação significativa nos últimos anos, devido ao crescente investimento privado, em detrimento da mão-de-obra mais barata e abundante.

### Turismo
Luque é passagem obrigatória de turistas que chegam ao país por via aérea. O Parque Ñu Guazu, uma área verde de 25 hectares, encontra-se às margens da rodovia que liga o aeroporto com a capital. O parque é de acesso livre e gratuito, e inclui circuitos para caminhadas e várias quadras para diversas atividades esportivas e recreativas. A cidade também hospeda a Confederação Sul-Americana de Futebol e tem um Centro de Convenções moderno, com um museu interno aberto em 2009, que exibe a memória e a história do futebol sul-americano.

## Infraestrutura

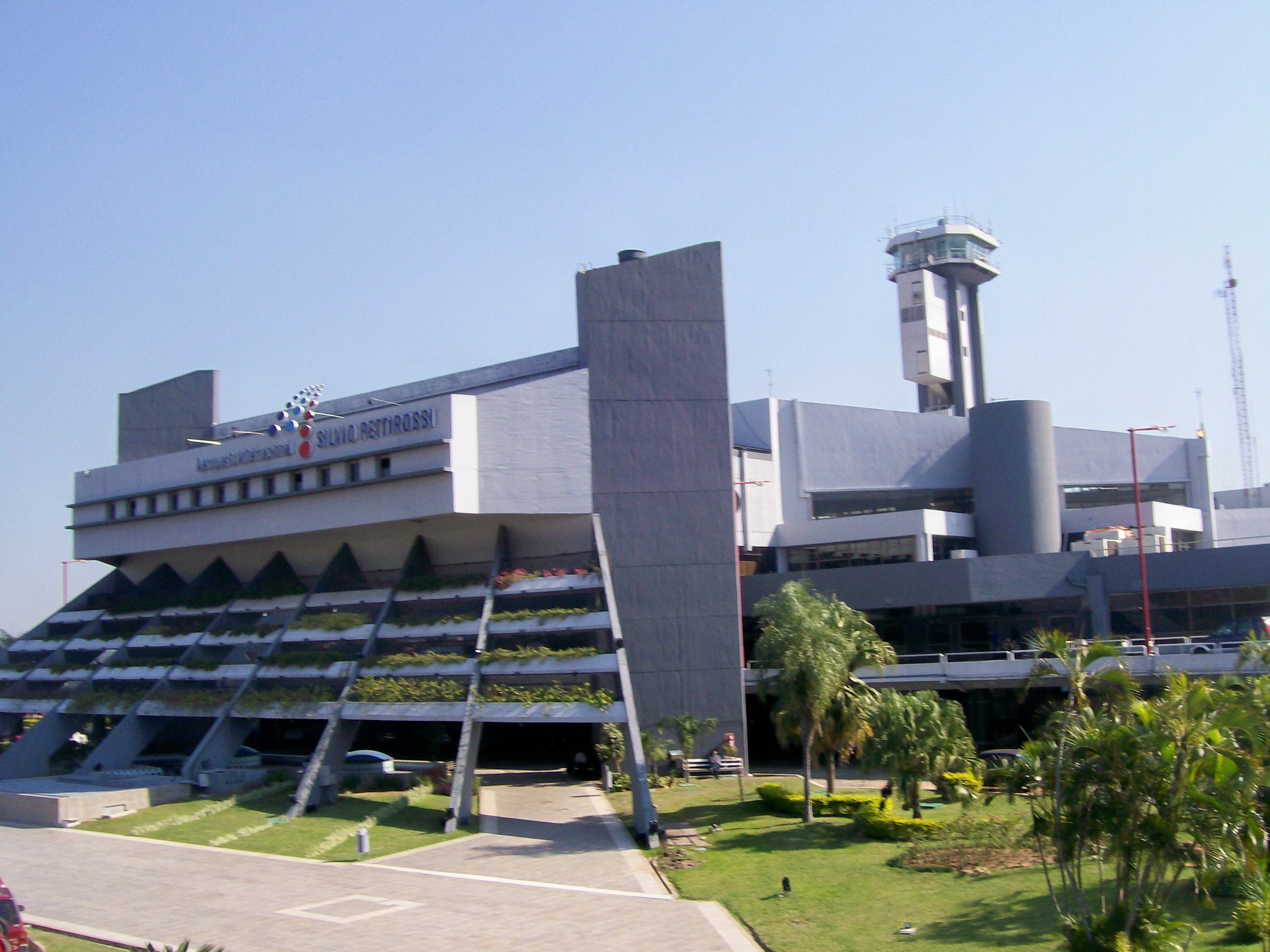
Aeroporto Internacional Silvio Pettirossi.

### Educação
Luque possuí 8 universidades:
- Universidade Politécnica Taiwan-Paraguai
- Universidade Autônoma de Luque
- Universidade Técnica de Marketing e Desenvolvimento (UTCD)
- Universidade Nacional de Assunção (Centro de Inovação Tecnológica)
- Universidade do Norte
- Universidade Tecnológica Intercontinental (UTIC)
- Universidade Politécnica e Artística (UPAP)
- Universidade Leonardo Da Vinci

### Saúde
Nas últimas décadas, Luque se estabeleceu como um centro de saúde regional, com vários hospitais e clínicas públicas e privadas, das mais variadas categorias. A principal instituição é o Hospital Geral de Luque. Atualmente, a cidade possui vários hospitais de emergência, sendo 2 são públicos.

### Transportes
Em Luque, localiza-se o Aeroporto Internacional Silvio Pettirossi, cujo nome é em homenagem a um pioneiro da aviação paraguaia. O aeroporto era anteriormente denominado Aeroporto Presidente Stroessner. Os acessos rodoviários para a cidade são a Avenida Aviadores del Chaco (Assunção, a partir do aeroporto), Campo Via (Assunção), Ruta Luque - San Bernardino (para o Departamento de Cordillera) e a Avenida Governador Irala, que leva a Areguá. Possuí estrada pavimentada ligando a cidade aos municípios de Limpio, Areguá, Capiatá, San Antonio, Mariano Roque Alonso e Assunção

## Esporte
Além de abrigar a sede da Confederação Sul-Americana de Futebol, Luque possui uma importante equipe de futebol, o Club Sportivo Luqueño, vencedor, em três ocasiões, do Campeonato Paraguaio de Futebol (1951, 1953 e 2007 apertura), e que participou da Taça Libertadores da América de 2008. Manda seus jogos no Estádio Feliciano Cáceres, em Luque, que tem uma capacidade de 35 000 pessoas (26 000 sentadas). Luque também sediou alguns jogos da Copa América 1999.

## Personalidades nascidas na cidade
- José Luis Chilavert, goleiro da Seleção Paraguaia de Futebol entre 1989 e 2003.
- Julio César Romero, mais conhecido como Romerito, jogador de futebol que atuou no Fluminense na década de 1980, e na Seleção Paraguaia entre 1979 e 1990.